# J.J. 페리
J.J. 페리(J.J. Perry, 1965년 1월 1일 ~ )는 미국의 배우, 텔레비전 배우, 태권도 선수, 스턴트 배우, 영화배우이다.

## 영화
- 존 윅 - 리로드 (2017년)
- 다이버전트 (2014년)
- 갱스터 스쿼드 (2013년)
- 올드보이 (2013년)
- 엔더스 게임 (2013년)
- 마세티 킬즈 (2013년)
- 백악관 최후의 날 (2013년)
- 애프터 어스 (2013년)
- 스타트렉 다크니스 (2013년)
- 장고:분노의 추적자 (2012년)
- 캣 런 (2011년)
- 헤이와이어 (2011년)
- 틴틴 : 유니콘호의 비밀 (2011년)
- 워리어 (2011년)
- 그린 호넷 (2011년)
- 테이커스 (2010년)
- 파라노말 액티비티 2 (2010년)
- 엣지 오브 다크니스 (2010년)
- 엔젤 오브 데스 (2009년)
- 토너먼트 (2009년)
- 아바타 (2009년)
- 박물관이 살아있다 2 (2009년)
- 비욘드 더 링 (2008년)
- 쉐퍼드 - 보더 패트롤 (2008년)
- 파인애플 익스프레스 (2008년)
- 아이언맨 (2008년)
- 베오울프 (2007년)
- 넥스트 (2007년)
- 더 하드 이지 (2006년)
- 언디스퓨티드 2 (2006년)
- 진 제너레이션 (2006년)
- 알파 독 (2006년)
- 클릭 (2006년)
- 로맨틱 홀리데이 (2006년)
- 투데이 유 다이 (2005년)
- 세레니티 (2005년)
- 도미노 (2005년)
- 타임캅 2 (2003년)
- 베이직 (2003년)
- 성질 죽이기 (2003년)
- 데어데블 (2003년)
- 듀스 와일드 (2002년)
- 스콜피온 킹 (2002년)
- 레이지 위딘 (2001년)
- 보디가드 (2001년)
- 싸일런트 포스 (2001년)
- 쓰리 킹즈 (1999년)
- 블레이드 (1998년)
- 모탈 컴뱃 2 (1997년)
- 배트맨 4 - 배트맨과 로빈 (1997년)
- 투혼 3 (1996년)
- 모탈 컴뱃 (1995년)
- 분노의 집행자 (1992년)
- 내 이름은 브루스 2 (1987년)